# Oleg Perepečënov
Oleg Aleksandrovič Perepečënov (in russo Олег Александрович Перепечёнов?; Angren, 6 settembre 1975) è un ex sollevatore russo medagliato mondiale e campione europeo che ha gareggiato nella categoria dei pesi medi (fino a 77 kg.).

## Carriera
Nel 2001 Perepečënov conquistò la medaglia d'oro ai Campionati europei di Trenčín con 375 kg. nel totale e, qualche mese dopo, vinse la medaglia d'argento ai Campionati mondiali di Antalya con 360 kg. nel totale.
L'anno successivo fu nuovamente medaglia d'argento ai Campionati mondiali di Varsavia con 367,5 kg. nel totale, battuto dal bulgaro Georgi Markov (370 kg.).
Nel 2004 prese parte alle Olimpiadi di Atene, terminando la competizione al 3º posto finale, ma nel 2013, a seguito di analisi più accurate, fu scoperta la positività al doping di Perepečënov in quella stessa gara, venendo pertanto squalificato e privato della sua medaglia di bronzo, la quale fu riassegnata al turco Reyhan Arabacıoğlu, 4º classificato al termine della competizione ed avanzato poi al 3º posto finale.
Nel 2008 Perepečënov conquistò il suo secondo titolo europeo ai Campionati europei di Lignano Sabbiadoro con 362 kg. nel totale e partecipò alle Olimpiadi di Pechino, classificandosi al 5º posto finale con 354 kg. nel totale.
Durante la sua carriera di sollevatore stabilì due record mondiali, di cui uno nella prova di slancio ed uno nel totale.